# La légendaire
 (avril 2022).
Si vous disposez d'ouvrages ou d'articles de référence ou si vous connaissez des sites web de qualité traitant du thème abordé ici, merci de compléter l'article en donnant les références utiles à sa vérifiabilité et en les liant à la section « Notes et références ».
Cet article possède un paronyme, voir Les légendaires.
La légendaire est un vin des Côtes d'Auvergne affiné en altitude, vinifié par La Cave Saint-Verny, et créé par Pierre Desprat.

## Origines
Durant trente ans, après une crise du phylloxera qui a ravagé le vignoble d'Auvergne, les efforts menés par les viticulteurs des Côtes-d'auvergne (région de Clermont-Ferrand, en France) ont permis d'élever le niveau de ses vins au riche terroir. Dans cet ancien vignoble, La cave Saint-Verny, ainsi que Pierre Desprat produisent des côtes d'Auvergne de qualité.

Cuvée La Légendaire, millésime 2010
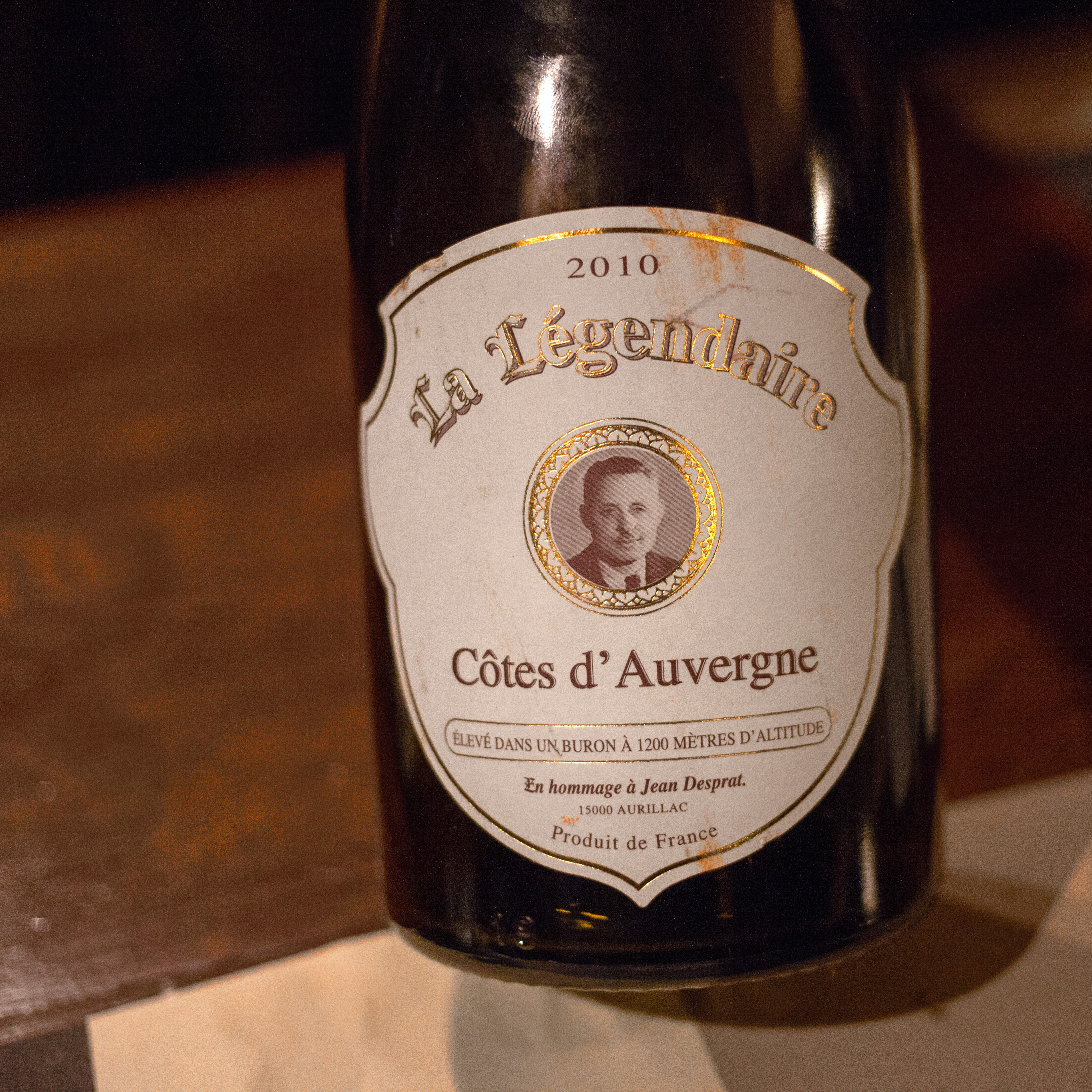
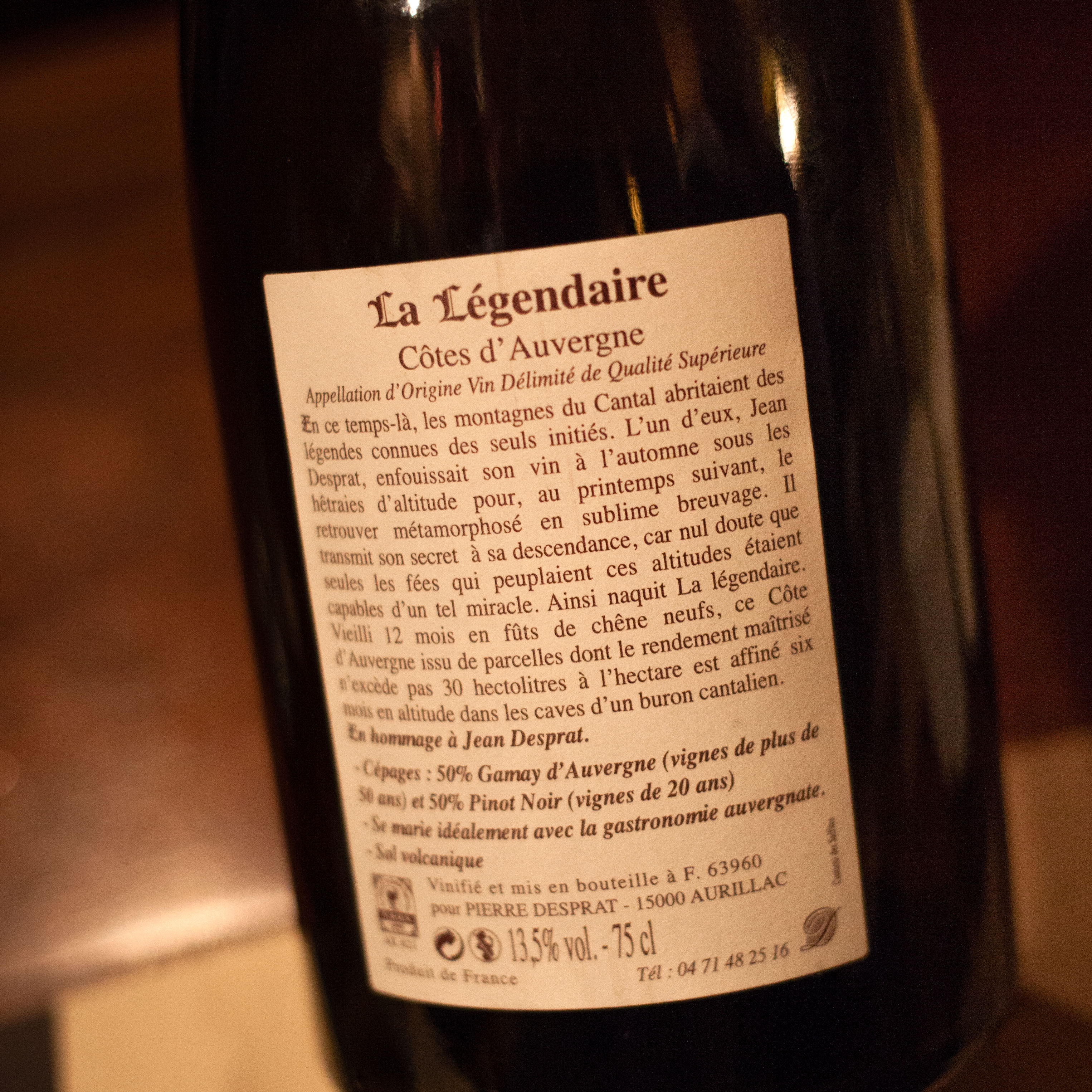

## Bonification
À partir de la constatation qu'une conservation à température basse mais constante, en altitude (faible pression atmosphérique), provoquent des évolutions chimiques propices à une certaine bonification du vin, Pierre Desprat a souhaité depuis 1998, affiner 14 à 15 000 bouteilles de Côtes d'Auvergne dans un buron cantalien à 1 200 mètres d'altitude. Depuis lors, chaque année, fin mars, dans un buron situé près de Salers (Cantal), un groupe d'initiés, la Confrérie de la légendaire, sort des entrailles du buron, le trésor. Mais aucune mesure scientifique ne permet d'étayer cette théorie.

## Caractéristiques
Élaborée à partir d'une sélection de l’œnologue de la Cave Coopérative Saint-Verny et Pierre Desprat, la légendaire est vieillie en fût de chêne neuf. La robe est soutenue, foncée avec des reflets rouge sombre. Le nez est intense, riche avec des arômes de fruits rouges (fraises bien mûres, cassis, vanille). La légendaire se conserve au minimum de deux à huit ans. Ce vin est issu de deux cépages nobles : gamay et pinot noir. Ce vin a obtenu l'AOC en 2011.

## Distinctions
- 2003 : médaille d'or du concours mondial des vins de Bruxelles
- 2004 : le Liger de bronze aux concours des vins du Val de Loire
- 2009 : médaille d'or au Salon de l'agriculture
- 2011 : médaille d'or au Salon de l'agriculture
- 2013 : médaille d'or au Salon de l'agriculture